# Kellie Pickler
Kellie Dawn Pickler (Albemarle, 28 juni 1986) is een Amerikaanse liedjesschrijver en countryzangeres. Zij deed aan het vijfde seizoen van de talentenjacht American Idol mee, die uiteindelijk gewonnen werd door Taylor Hicks. Pickler werd zesde.
Na American Idol kwam spoedig de single Red High Heels uit, die ze zelf had geschreven. De single is afkomstig van haar debuutalbum Small Town Girl.

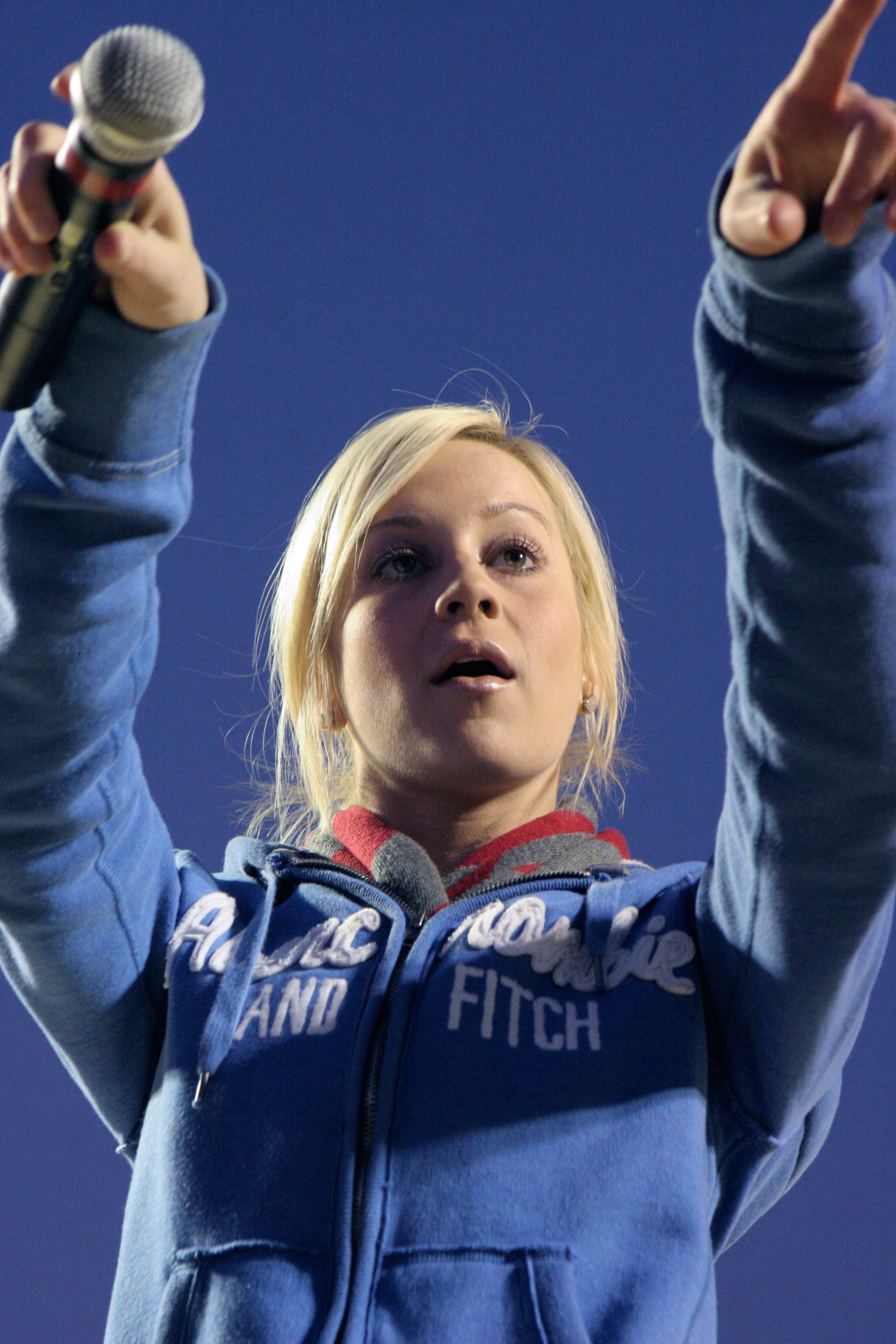
Kellie Pickler tijdens een optreden.

## Discografie

### Studioalbums
- Small Town Girl (2006)
- Kellie Pickler (2008)
- 100 Proof (2012)
- The Woman I Am (2013)

### Singles
- "Red High Heels" (2006)
- "I Wonder" (2007)
- "Things That Never Cross a Man's Mind" (2007)
- "Santa Baby" (2007)
- "Don't You Know You're Beautiful" (2008)
- "Best Days of Your Life" (2009)
- "Didn't You Know How Much I Loved You" (2009)

## Televisie en film
| Jaar      | Titel                  | Rol       | Opmerking     |
| --------- | ---------------------- | --------- | ------------- |
| 2014      | VeggieTales            | Mirabelle | stemacteur    |
| 2015-2017 | I Love Kellie Pickler  | zichzelf  | realityserie  |
| 2017-2019 | Pickler & Ben          | zichzelf  | talkshow      |
| 2018      | Christmas at Graceland | Laurel    | Hallmark-film |
| 2019      | Wedding at Graceland   | Laurel    | Hallmark-film |
| 2019      | The Mistletoe Secret   | Aria      | Hallmark-film |

## Prijzen
- Songwriter Award voor "Red High Heels", uitgereikt door ASCAP in 2007
- Videodoorbraak, Tranentrekker en Optreden van het Jaar voor "I Wonder", uitgereikt door CMT Music in 2008
- Songwriter Award voor "I Wonder", uitgereikt door ASCAP in 2008
- Songwriter Award voor "Best Days of Your Life", uitgereikt door ASCAP in 2010

## YouTube
Ze is ook bekend van haar televisieoptreden in de quiz Are You Smarter Than a 5th Grader?, de Amerikaanse versie van het Net5-programma 'Ben je slimmer dan een kind?' Haar werd de vraag gesteld, Boedapest is de hoofdstad van welk Europees land? Ze antwoordde: "Het zal wel stom van me zijn, maar ik dacht dat Europa een land was." Ze dacht nog aan Frankrijk maar ze wist niet of Frankrijk een land was. Toen ze het antwoord te horen kreeg, was ze verbaasd dat Hung(a)ry een land was. Het filmpje werd op YouTube een grote hit.